# Fondazione Piero e Lucille Corti
La Fondazione Piero e Lucille Corti è un ETS con sede a Milano. Fondata nel 1993, il suo scopo statutario è sostenere economicamente e con assistenza tecnico-logistica il St. Mary's Hospital Lacor.

## Storia
La Fondazione Piero e Lucille Corti ETS, è stata creata dai medici e coniugi Piero Corti e Lucille Teasdale insieme a una fondazione canadese con gli stessi obiettivi, la Fondation Lucille Teasdale et Piero Corti per sostenere in modo dedicato il loro Lacor Hospital, l'ospedale missionario (oggi organizzazione non governativa di diritto ugandese) a cui dedicarono la loro vita.
Il loro obiettivo era "offrire le migliori cure, al maggior numero di persone e al minor costo possibile" e formare al tempo stesso il personale locale che avrebbe permesso all'ospedale di andare avanti dopo di loro. Tutto questo si traduce in duecentocinquantamila persone curate all'anno, 700 dipendenti tutti ugandesi, 900 studenti che si formano nelle scuole sanitarie dell'ospedale.

## La missione
La Fondazione, insieme alla sorella canadese Fondation Teasdale-Corti di Montreal, si occupa di fornire sostegno economico e tecnico-logistico all'ospedale. In particolare, le Fondazioni hanno come obiettivi:
- la copertura, attraverso la raccolta fondi, dei costi correnti (come ad esempio stipendi, farmaci e materiali chirurgici) e degli investimenti (come ad esempio macchinari medicali, infrastrutture, costruzioni) del Lacor Hospital;
- l'acquisto, quando necessario, di beni e servizi per conto del Lacor Hospital;
- la promozione del Lacor Hospital ovvero la diffusione dei suoi valori fondanti e l'estensione della rete dei suoi sostenitori.

Per poter sostenere il funzionamento di una realtà sanitaria complessa come quella del Lacor Hospital in un contesto di grande povertà come quello del Nord Uganda, uscito nel 2007 da un sanguinoso conflitto durato oltre venticinque anni, è indispensabile un supporto economico. Dalla sua nascita, la Fondazione Corti ha incrementato le sue attività di sostegno all'ospedale fino a diventare il principale donatore dell'ospedale. Le attività di un ospedale hanno bisogno di continuità ed i malati hanno bisogno dell'ospedale nel suo insieme. La Fondazione interviene finanziariamente per supplire in maniera rapida e flessibile alle priorità dell'ospedale, soprattutto per gli aspetti poco “appetibili” ad altri enti di aiuto, come la copertura dei costi operativi (salari, manutenzioni, materiali di consumo etc.) che rappresentano di gran lunga la necessità maggiore, o tamponare i “buchi” che intercorrono tra gli altri finanziamenti, e garantire così la continuità delle attività sanitarie.
La Fondazione, in accordo con la direzione dell'ospedale e in osservanza delle direttive del Consiglio di Amministrazione del Lacor (nel quale la Fondazione è presente con due membri), assiste l'ospedale nel rivedere, migliorare e rafforzare i sistemi di controllo dell'ospedale stesso (audit finanziari e clinici esterni, raggiungimento degli obiettivi di attività e rendiconto del lavoro fatto).

## Lacor Hospital
Il St Mary's Hospital Lacor, più conosciuto semplicemente come "Lacor Hospital" è un ospedale privato non a scopo di lucro situato a Gulu, nel nord Uganda.
Fondato nel 1959 dai missionari comboniani, fu sviluppato, a partire dal 1961, da due coniugi: Piero Corti, pediatra italiano, e Lucille Teasdale, una delle prime donne chirurgo canadesi.
Il trentennio di guerre che hanno afflitto l'Uganda non hanno impedito al Lacor Hospital di diventare il maggiore ospedale privato non a scopo di lucro del paese e il secondo dopo quello universitario della capitale.
Oltre a essere un polo universitario della Facoltà di Medicina Governativa di Gulu (la sola per tutto il nord del paese), il Lacor Hospital, con i suoi 700 dipendenti ugandesi, è il maggior datori di lavoro privato del nord Uganda.